# Петряевка
Петря́евка — посёлок в Нижегородской области России. Входит в состав административно-территориального образования сельсовет Бабино, городского округа «город Дзержинск».

## Этимология
Название образовано от мужского мордовского имени Петряй, которое является производным от христианского имени Пётр.

## История
В середине XVIII века деревня в составе Нижегородского уезда находилась во владении Алексея Даниловича Татищева. В 1754 году численность мужского населения составляла 53 человека.
В «Списке населенных мест» Нижегородской губернии по данным за 1859 год значится как владельческая деревня при колодце Чернорецкой волости Балахнинского уезда в 49 верстах от уездного города Балахна. В деревне насчитывалось 38 дворов и проживало 272 человека (132 мужчины и 140 женщин).
В «Списке населенных мест» Нижегородской губернии по данным местной подворовой переписи уезда за 1910 год значится как деревня, прежний владелец - Казарин. Относилась к Гнилицкой волости Балахнинского уезда. В деревне насчитывалось 102 двора.
В «Списке населенных мест» Нижегородской губернии по данным за 1916 год в деревне проживало 632 человека.

## Достопримечательности
Церковь мучеников и исповедников князя Михаила и боярина Феодора Черниговских чудотворцев.
Храм деревянный, однопрестольный, построен в 1875 году в честь святого князя Михаила Черниговского, (3 октября, 17 февраля).
В 1942 году храм закрыли и в 1970 году был разрушен.
В 1999 году храм возвращен Нижегородской Епархии и начаты восстановительные работы. В 2000 году храм был вновь отстроен после разрушения, а в 2001 году возобновились богослужения, которые совершаются регулярно.

## Население
| 2010 |
| ---- |
| 779  |

## Инфраструктура
С 2 декабря 1996 года посёлок газифицирован.
Имеется продовольственный магазин, фельдшерский пункт и библиотека.

## Улицы
- улица Восточная
- улица Встречная
- улица Гризодубовой
- улица Квартальная
- улица Кольцова
- переулок Линейный
- улица Матросова
- улица Подсобного хозяйства
- переулок Ульянова
- переулок Учительский
- улица Чехова
- территория Южный массив